# Vlado Milunić
Vlado Milunić (3. března 1941 Záhřeb – 17. září 2022) byl český architekt, designér a urbanista chorvatského původu.

## Život
Jeho rodiče, oba lékaři, se na konci 40. let vraceli z dvouleté stáže v USA a při mezipřistání v Praze zůstali v Československu jako političtí emigranti. Zavčas se totiž dozvěděli o jedné z právě probíhajících Titových politických čistek. Milunić směl až po dlouhém desetiletém odloučení s třemi sestrami vycestovat z Opatije, kde žili s babičkou, za rodiči do Prahy. Bylo to 24. října 1956 letadlem Bělehrad–Praha, které mělo mít mezipřistání v Budapešti. Zavčas se v letadle dozvěděli, že v Budapešti vypukla maďarská revoluce a letadlo na poslední chvíli mezipřistání zrušilo a přistálo až v Praze.
Studoval na Fakultě architektury ČVUT v Praze (1960–1966). Po studiu, do roku 1969 byl na stáži v Paříži, kde vystřídal asi deset kanceláří. Po návratu do Československa od roku 1969 spolupracoval na sociálních stavbách více než dvacet let s Janem Línkem, se kterým začínal v projekční kanceláři Karla Pragera, odkud po několika letech odešli (jako i jiné osobnosti, s kterými architekt Prager nevycházel). Po sametové revoluci v roce 1990 založil vlastní Studio VM (Volné myšlenky).

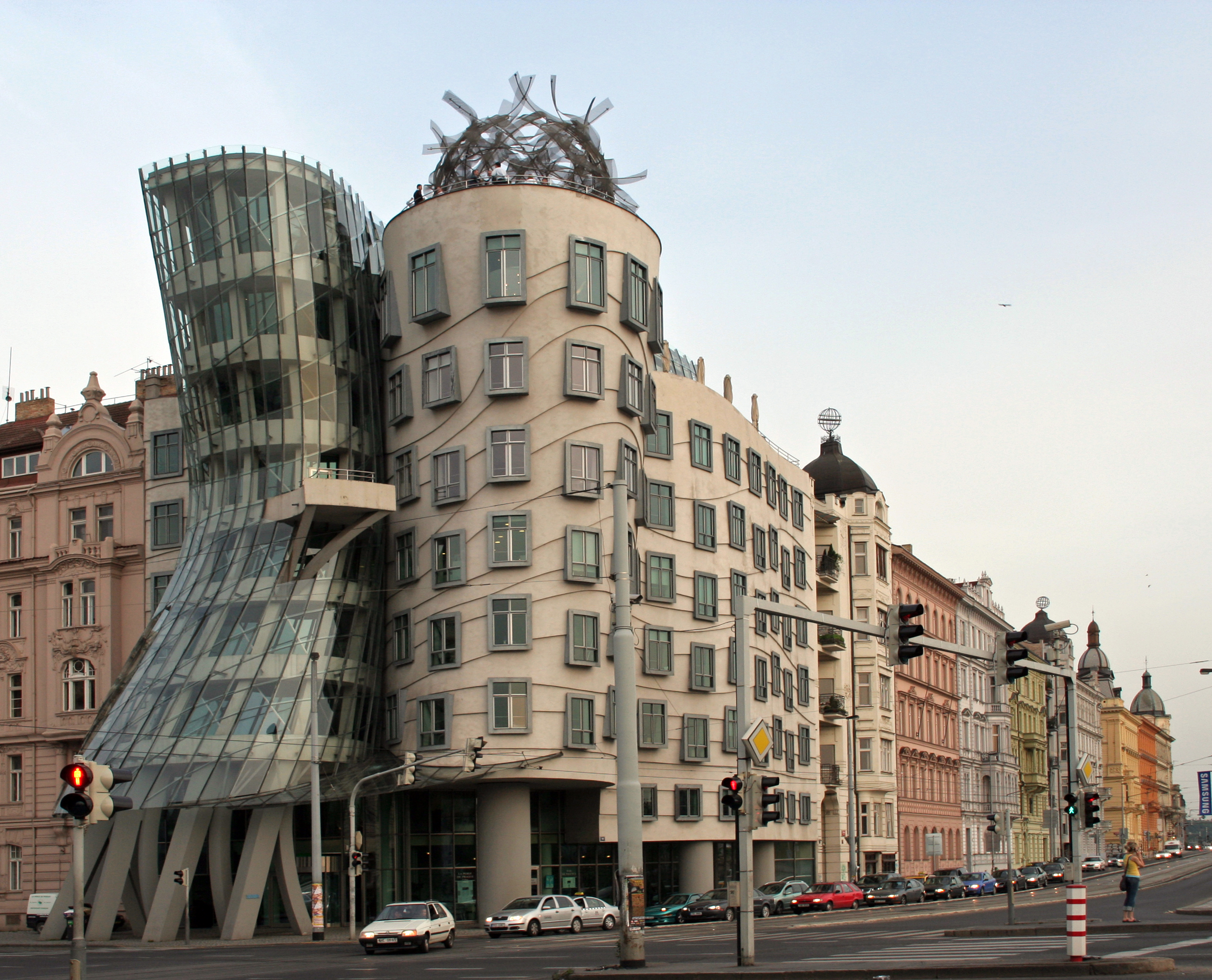
Tančící dům (1996)

Spolu s Frankem O. Gehrym je autorem Tančícího domu, Ginger and Fred na Rašínově nábřeží v Praze. V zahraničí je často uváděn Gehry jako jediný autor, občas i Milunić jako lokální architekt, výjimečně jako spoluautor.

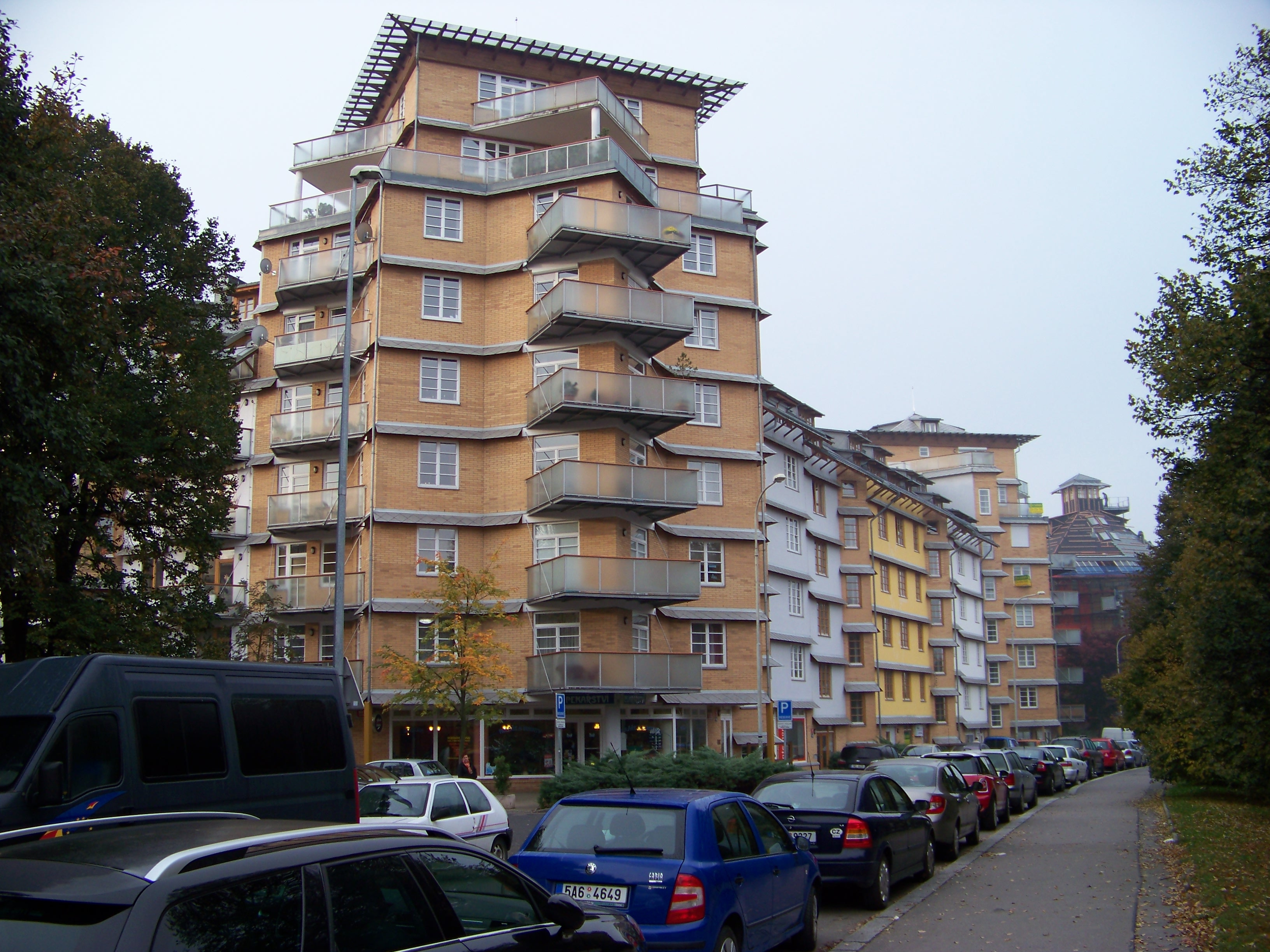
Bytové domy Hvězda (2000) v ulici Na okraji, ve věži architekt Milunič bydlel

Souběžně s Tančícím domem navrhl bytový komplex Hvězda o 350 bytech (za 1 miliardu Kč) na dostavbu pražského sídliště Petřiny. Podle svých slov tím chtěl napravit situaci, že v Praze bydlí 40 % obyvatel na nevzhledných panelových sídlištích. Inspirován pevnostní věží na Hvaru, vytvořil bizarní spleť kostrbatých střech a stříšek, nepraktických balkonů a porušil regulační plán této lokality. Hvězda se u odborné veřejnosti setkala převážně s negativním hodnocením.
Zemřel po dlouhé nemoci dne 17. září 2022. Bylo mu 81 let.

## Politika
Nikdy nebyl členem žádné strany. Svoje politické názory vyjadřoval prostřednictvím sociálně zaměřených staveb. Pravidelně vystupoval ve veřejných diskusích a v médiích proti korupci ve veřejných stavebních zakázkách, za preferenci veřejné dopravy před individuální, proti mrakodrapům na pražské Pankráci, supermarketům, zneužívání volného trhu, nekolegiálnímu chování architektů, drsnému chování bank, pojišťoven, developerů atd.
Byl členem ČKA, OA, Spolku Mánes, poroty Ekofilmu a studentské soutěže Xella, pedagogem na ČVUT.
V roli člena poroty festivalu Ekofilm, nad kterým má záštitu ministerstvo životního prostředí, v roce 2010 informoval, že ministr Pavel Drobil porotu zprostředkovaně instruoval, že žádnou z festivalových cen nesmí získat film Auto*Mat Martina Marečka. Pavel Drobil obvinění odmítl, ale Milunić na obvinění trval. Pro volební období 2010–2013 byl Vlado Milunič zvolen a byl členem představenstva České komory architektů.

## Dílo
| Realizované projekty (výběr) - Domovy pro seniory (s Janem Línkem): Bohnice (1972–1982), Malešice (1974–1985) Chodov (1983–1987), Háje (1983–1989) - svobodárna sester v Praze na Proseku (1974–1985) - denní stacionář pro handicapované děti v Českých Budějovicích – Čtyřech Dvorech (1990–1993) - Tančící dům (1990–1996) v Praze (s Frankem Gehrym) - klub Radost FX (1991–1992) - poutač GHMP, Valentinská, Praha 1 (1993–1997) - areál Hvězda, Petřiny, Praha 6 (1994–2000) - dům U Zlatého prstenu, Ungelt, Praha (1995–1997) - Dům dětí a mládeže, Modřany, Praha (2000–2005) - Česká čtvrť v Shanghai (2002–2005) (se čtyřmi kolegy) - radar Ruzyně, Praha (2005–2007) - Rodinné domy Břevnov, Praha (1991–1993), Choceň (1994–1995) Planá nad Lužnicí (1999–2006), Čím (2000) Lobkovice (2002–2005), Jesenice (2003–2005) České Budějovice (2003–2005) Dubeček (2004–2007), Radotín (2005–2007) | Projekty (výběr): - pavilon šelem a tropicarium (1974) (s Janem Línkem) - Jedličkův ústav (1987) - kulturní dům Sedlec-Prčice (1988) - Středočeská plynárenská (1996–1998) - hospic České Budějovice (1999) - Centrum sídliště Malešice (1999–2002) - Centrum mládeže České Budějovice (2000) - Rozhledna Eurotel Vidoule (2002) - vinařství Sonnberg Morava (2004) soutěž - řadovky Zbraslav (2004) - Centrum Opavy (2005) - Slovany Bratislava (2006) soutěž - nástavba paneláku Modřany (2006) - polyfunkční dům Bruntál (2006) - parking Jiráskovo nám. (2006) - školka Astana Kazachstán (2007) - rozhledna Rataje (2008) - multikulturní centrum Jeseník (2008–2009) - kulturní dům Smíchov (2003–2007) - KRNAP Vrchlabí a Horní Maršov (2009) soutěž |

## Ceny

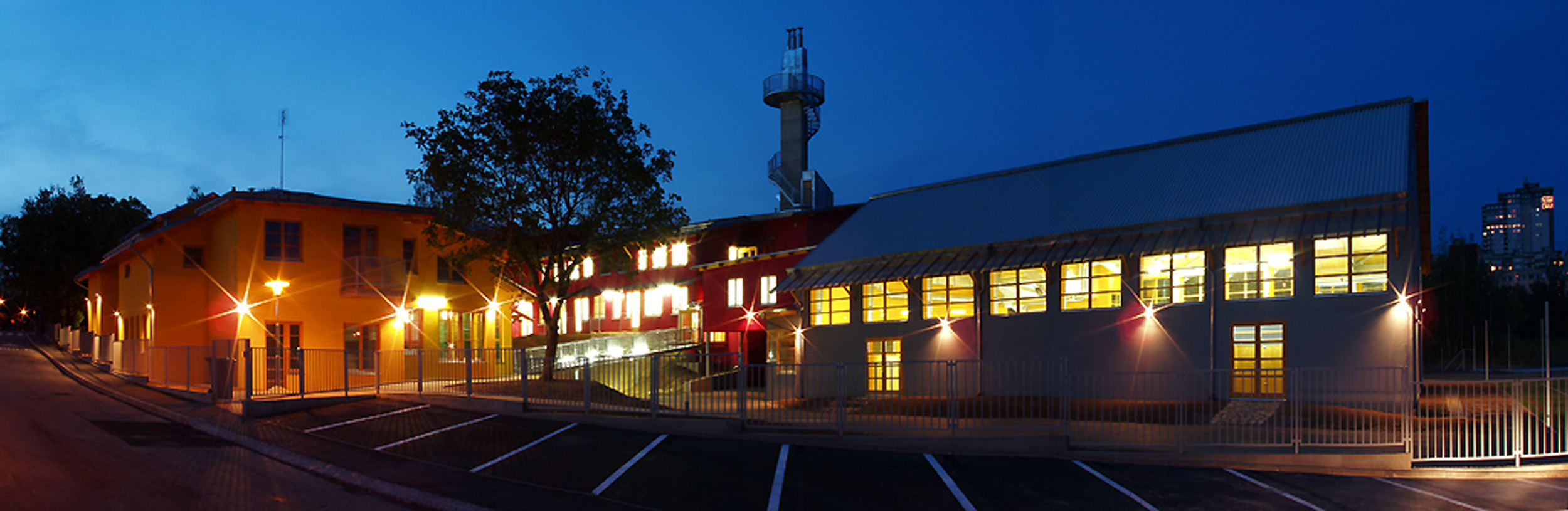
Dům dětí a mládeže Modřany (2005)

- za Tančící dům AIA LA Design awards, Honor award Gehry-Milunic, 1993
- Nejlepší design roku časopisu Time magazine, 12/1996
- Stříbrná medaile hl. m. Prahy a primátora za rozvoj mezinárodního ohlasu Prahy, 28. října 1998
- Cena primátora za Tančící dům, 9. října 2000
- Cena primátora za rekonstrukci Domu U Prstenu, 9. října 2000
- Cena Jože Plečnika za celoživotní přínos architektuře a stavitelství, 1. října 2018

## Citát
- „Jsem československý architekt, protože mám československé vzdělání a cítím se Jugoslávcem na protest proti primitivnímu nacionalismu, přestože ani Československo, ani Jugoslávie už neexistují. Žiji v Praze na půl cesty mezi Jadranem, kde jsem prožil dětství, a Dráždany, kde mám část předků.“ [8]